# Sport Lisboa e Benfica 2021-2022
Questa voce raccoglie le informazioni riguardanti il  Sport Lisboa e Benfica  nelle competizioni ufficiali della stagione 2021-2022.

## Maglie e sponsor
Per questa stagione Fly Emirates rimane lo sponsor ufficiale del Benfica e Adidas continua ad essere fornitore e sponsor tecnico della compagine.
| Casa | Trasferta | Terza maglia |

## Organigramma societario
Area direttiva
- Presidente:
- Vice-presidenti:
- Legali:

Area tecnica
- Allenatore:
- Allenatore in seconda:
- Assistenti:
- Preparatore atletico:
- Preparatori dei portieri:
- Coordinatore settore giovanile:

Area scout
- Capo osservatore:
- Osservatori:
- Coordinatori vivaio:

Management
- Direttore sportivo:
- Team manager:

Reparto medico
- Medico Sociale:
- Fisioterapisti:
- Scienziato sport:

Area marketing
- Equipaggiamento:

## Rosa
Rosa e numerazione aggiornate al 7 febbraio 2022. 

 In corsivo i calciatori ceduti durante la stagione 
| N. |                       | Ruolo | Calciatore         |
| -- | --------------------- | ----- | ------------------ |
| 1  | Belgio (bandiera)     | P     | Mile Svilar        |
| 2  | Brasile (bandiera)    | D     | Gilberto           |
| 3  | Spagna (bandiera)     | D     | Alejandro Grimaldo |
| 4  | Brasile (bandiera)    | D     | Lucas Veríssimo    |
| 5  | Belgio (bandiera)     | D     | Jan Vertonghen     |
| 7  | Brasile (bandiera)    | A     | Everton Soares     |
| 9  | Uruguay (bandiera)    | A     | Darwin Núñez       |
| 10 | Germania (bandiera)   | A     | Luca Waldschmidt   |
| 11 | Francia (bandiera)    | C     | Soualiho Meïté     |
| 14 | Svizzera (bandiera)   | A     | Haris Seferović    |
| 15 | Ucraina (bandiera)    | A     | Roman Jaremčuk     |
| 17 | Portogallo (bandiera) | C     | Diogo Gonçalves    |
| 18 | Brasile (bandiera)    | A     | Rodrigo Pinho      |
| 20 | Portogallo (bandiera) | C     | João Mário         |
| 21 | Portogallo (bandiera) | A     | Pizzi              |
| 22 | Austria (bandiera)    | D     | Valentino Lazaro   |
| 23 | Serbia (bandiera)     | C     | Nemanja Radonjić   |
| 27 | Portogallo (bandiera) | C     | Rafa Silva         |
| 28 | Germania (bandiera)   | C     | Julian Weigl       |

| N. |                       | Ruolo | Calciatore                  |
| -- | --------------------- | ----- | --------------------------- |
| 30 | Argentina (bandiera)  | D     | Nicolás Otamendi (capitano) |
| 31 | Portogallo (bandiera) | C     | Gil Dias                    |
| 34 | Portogallo (bandiera) | D     | André Almeida               |
| 39 | Portogallo (bandiera) | A     | Henrique Araújo             |
| 45 | Giappone (bandiera)   | P     | Leo Kokubo                  |
| 47 | Portogallo (bandiera) | A     | Tiago Gouveia               |
| 49 | Marocco (bandiera)    | C     | Adel Taarabt                |
| 55 | Portogallo (bandiera) | C     | Paulo Bernardo              |
| 57 | Portogallo (bandiera) | D     | Sandro Cruz                 |
| 72 | Portogallo (bandiera) | D     | Tomás Araújo                |
| 76 | Portogallo (bandiera) | D     | Martim Neto                 |
| 77 | Brasile (bandiera)    | P     | Helton Leite                |
| 83 | Portogallo (bandiera) | C     | Gedson Fernandes            |
| 88 | Portogallo (bandiera) | A     | Gonçalo Ramos               |
| 91 | Brasile (bandiera)    | D     | Morato                      |
| 95 | Brasile (bandiera)    | D     | Carlos Vinícius             |
| 97 | Portogallo (bandiera) | D     | Ferro                       |
| 99 | Grecia (bandiera)     | P     | Odisseas Vlachodimos        |

## Calciomercato

### Sessione estiva
| Acquisti         | Acquisti             | Acquisti            | Acquisti                   |
| R.               | Nome                 | da                  | Modalità                   |
| ---------------- | -------------------- | ------------------- | -------------------------- |
| A                | Roman Yaremchuk      | Gent                | definitivo (17 milioni €)  |
| C                | Soualiho Meïté       | Torino              | definitivo (6 milioni €)   |
| A                | Gil Dias             | Monaco              | definitivo (1,5 milioni €) |
| A                | Nemanja Radonjic     | Olympique Marsiglia | prestito (1 milione €)     |
| C                | João Mário           | Inter               | gratuito                   |
| A                | Rodrigo Pinho        | Marítimo            | gratuito                   |
| C                | Valentino Lazaro     | Inter               | prestito                   |
| Altre operazioni |                      |                     |                            |
| R.               | Nome                 | a                   | Modalità                   |
| D                | Morato               | Benfica B           |                            |
| A                | Tiago Gouveia        | Benfica B           |                            |
| C                | Ilija Vukotić        | Benfica B           |                            |
| D                | Sandro Cruz          | Benfica B           |                            |
| A                | Carlos Vinícius      | Tottenham           | fine prestito              |
| C                | Gedson Fernandes     | Galatasaray         | fine prestito              |
| C                | Florentino Luís      | Monaco              | fine prestito              |
| D                | Tomás Tavares        | Farense             | fine prestito              |
| D                | Ferro                | Valencia            | fine prestito              |
| C                | Caio Lucas Fernandes | Sharjah             | fine prestito              |
| A                | Jota                 | Real Valladolid     | fine prestito              |
| C                | Filip Krovinović     | Nottingham Forest   | fine prestito              |
| D                | Tiago Dantas         | Bayern Monaco       | fine prestito              |
| D                | Pedro Pereira        | Crotone             | fine prestito              |
| C                | Alfa Semedo          | Reading             | fine prestito              |
| D                | Nuno Santos          | Boavista            | fine prestito              |

| Cessioni | Cessioni             | Cessioni          | Cessioni                   |
| R.       | Nome                 | a                 | Modalità                   |
| -------- | -------------------- | ----------------- | -------------------------- |
| A        | Pedrinho             | Šachtar           | definitivo (18 milioni €)  |
| A        | Luca Waldschmidt     | Wolfsburg         | definitivo (12 milioni €)  |
| D        | Nuno Tavares         | Arsenal           | definitivo (8 milione €)   |
| A        | Franco Cervi         | Celta Vigo        | definitivo (5 milioni €)   |
| A        | Carlos Vinícius      | PSV               | prestito (2,5 milioni €)   |
| C        | Caio Lucas Fernandes | Sharjah           | definitivo (2 milioni €)   |
| C        | Filip Krovinović     | Hajduk Spalato    | definitivo (1,5 milioni €) |
| C        | Alfa Semedo          | Vitória Guimarães | definitivo (1,5 milioni €) |
| C        | Florentino Luís      | Getafe            | prestito                   |
| D        | Gabriel Appelt       | Al-Gharafa        | prestito                   |
| C        | Ciquinho             | Braga             | prestito                   |
| D        | Tomás Tavares        | Basilea           | prestito                   |
| A        | Jota                 | Celtic            | prestito                   |
| C        | Tiago Dantas         | Tondela           | prestito                   |
| D        | Pedro Pereira        | Al-Gharafa        | prestito                   |
| D        | Nuno Santos          | Paços Ferreira    | prestito                   |
| C        | Ilija Vukotić        | Boavista          | prestito                   |
| C        | Andreas Samaris      |                   | svincolato                 |
| D        | Jardel               |                   | svincolato                 |

#### Sessione invernale
| Acquisti         | Acquisti         | Acquisti         | Acquisti         |
| R.               | Nome             | da               | Modalità         |
| Altre operazioni | Altre operazioni | Altre operazioni | Altre operazioni |
| R.               | Nome             | a                | Modalità         |
| ---------------- | ---------------- | ---------------- | ---------------- |
| A                | Jhonder Cádiz    | Nashville        | fine prestito    |
| C                | Paulo Bernardo   | Benfica B        | prestito         |
| C                | Chiquinho        | Braga            | fine prestito    |
| D                | Germán Conti     | Bahia            | fine prestito    |
| A                | Yony González    | Ceará            | fine prestito    |

| Cessioni | Cessioni                | Cessioni            | Cessioni |
| R.       | Nome                    | a                   | Modalità |
| -------- | ----------------------- | ------------------- | -------- |
| A        | Pizzi                   | İstanbul Başakşehir | prestito |
| A        | Jhonder Cádiz           | Famalicão           | prestito |
| C        | Gedson Fernandes        | Çaykur Rizespor     | prestito |
| C        | Chiquinho               | Giresunspor         | prestito |
| D        | Francisco Reis Ferreira | Hajduk Spalato      | prestito |
| D        | Germán Conti            | América-MG          | prestito |
| A        | Yony González           | Deportivo Cali      | prestito |

## Risultati

### Primeira Liga

#### Girone di andata
| Arbitro: | Martins (Braga) |

|                |           |                              |
| R. Martins 30’ | Marcatori | 8’ Veríssimo 19’ Waldschmidt |

| Arbitro: | Mota (Braga) |

|                               |           |  |
| Waldschmidt 38’ Yaremchuk 44’ | Marcatori |  |

| Arbitro: | Nuno Almeida |

|  |           |                            |
|  | Marcatori | 83’ Veríssimo 88’ Grimaldo |

| Arbitro: | Tiago Martins |

|                             |           |          |
| Rafa Silva 71’ Gilberto 88’ | Marcatori | 22’ Agra |

| Arbitro: | Nuno Almeida |

|  |           |                                                          |
|  | Marcatori | 42’ Pinho 54’, 62’ D. Núñez 58’ Rafa Silva 68’ Yaremchuk |

| Arbitro: | Hugo Miguel |

|                             |           |           |
| D. Núñez 14’, 61’ Weigl 34’ | Marcatori | 32’ Sauer |

| Arbitro: | Godinho (Évora) |

|                   |           |                                   |
| Duarte 78’ (rig.) | Marcatori | 30’, 41’ Yaremchuk 73’ João Mário |

| Arbitro: | Veríssimo (Leiria) |

|  |           |                |
|  | Marcatori | 66’ Possignolo |

| Arbitro: | Godinho (Évora) |

|  |           |                  |
|  | Marcatori | 90+8’ Rafa Silva |

| Arbitro: | Pinheiro (Braga) |

|            |           |              |
| Rosier 90’ | Marcatori | 2’ Verissimo |

| Arbitro: | Soares Dias (Porto) |

|                                                                 |           |                |
| Grimaldo 2’ D. Núñez 38’ Rafa Silva 42’, 45+3’ Everton 52’, 59’ | Marcatori | 66’ Possignolo |

| Arbitro: | Manuel Mota |

|  |           |                                                                          |
|  | Marcatori | 1’ (aut.) Kau 14’, 39’ (rig.) Seferović 27’ Weigl 32’, 34’, 45’ D. Núñez |

| Arbitro: | Soares Dias (Porto) |

|             |           |                                   |
| Pizzi 90+5’ | Marcatori | 8’ Sarabia 62’ Paulinho 68’ Nunes |

| Arbitro: | Hugo Miguel (Lisbona) |

|               |           |                                      |
| Rodrigues 25’ | Marcatori | 6’, 15’, 55’ D. Núñez 46’ Rafa Silva |

| Arbitro: | António Nobre (Leiria) |

|                                                                                      |           |             |
| D. Núñez 3’, 19’ Gilberto 33’ Rafa Silva 48’ Yaremchuk 56’ Ramos 86’ Seferović 90+1’ | Marcatori | 81’ Alipour |

| Arbitro: | Hugo Miguel (Lisbona) |

|                                   |           |               |
| F. Vieira 34’ Pepê 37’ Taremi 69’ | Marcatori | 46’ Yaremchuk |

| Arbitro: | Vitor Ferreira (Braga) |

|                               |           |  |
| João Mário 45+5’ Grimaldo 75’ | Marcatori |  |

#### Girone di ritorno
| Arbitro: | Rui Costa (Porto) |

|              |           |                     |
| D. Núñez 65’ | Marcatori | 61’ (aut.) Gilberto |

| Arbitro: | Nuno Almeida (Algarve) |

|  |           |                          |
|  | Marcatori | 21’ D. Núñez 90+2’ Ramos |

| Arbitro: | Soares Dias (Porto) |

|           |           |                        |
| Ramos 88’ | Marcatori | 11’ Lino 64’ Aburjania |

| Arbitro: | João Pinheiro (Braga) |

|                 |           |                                    |
| E. Quaresma 88’ | Marcatori | 23’ Everton 34’ D. Núñez 53’ Ramos |

| Arbitro: | Malheiro (Lisbona) |

|                          |           |            |
| D. Núñez 60’ (rig.), 62’ | Marcatori | 21’ Mohebi |

| Arbitro: | Rui Costa (Oporto) |

|                       |           |                          |
| Sauer 74’ Makouta 80’ | Marcatori | 21’ Taarabt 30’ Grimaldo |

| Arbitro: | Narciso (Oporto) |

|                                    |           |  |
| Ramos 23’ D. Núñez 37’, 51’ (rig.) | Marcatori |  |

| Arbitro: | Fábio Veríssimo (Leiria) |

|                  |           |                          |
| Welinton Jr. 25’ | Marcatori | 45+7’ Grimaldo 50’ Ramos |

| Arbitro: | Manuel Oliveira (Oporto) |

|            |           |              |
| Araújo 75’ | Marcatori | 65’ Cassiano |

| Arbitro: | Nuno Almeida (Algarve) |

|                          |           |              |
| Rafa Silva 34’ Ramos 53’ | Marcatori | 90+3’ Franco |

| Arbitro: | Luís Godinho (Évora) |

|                                       |           |                                    |
| Medeiros 28’ A. Horta 59’ Vitinha 79’ | Marcatori | 74’ (rig.) D. Núñez 77’ João Mário |

| Arbitro: | Gustavo Correia (Oporto) |

|                        |           |          |
| D. Núñez 22’, 54’, 58’ | Marcatori | 3’ Sousa |

| Arbitro: | Fábio Veríssimo (Leiria) |

|  |           |                             |
|  | Marcatori | 14’ D. Núñez 90+3’ Gil Dias |

| Lisbona 23 aprile 2022, ore 18:00 WEST 31ª giornata | Benfica                | 0 – 0 referto | Famalicão | Stadio da Luz (37 894 spett.)\| Arbitro: \| António Nobre (Leiria) \| |
| Arbitro:                                            | António Nobre (Leiria) |               |           |                                                                       |

| Arbitro: | Hélder Malheiro (Lisbona) |

|  |           |             |
|  | Marcatori | 2’ D. Núñez |

| Arbitro: | Luís Godinho (Évora) |

|  |           |             |
|  | Marcatori | 90+4’ Zaidu |

| Arbitro: | Hugo Silva (Lisbona) |

|  |           |                |
|  | Marcatori | 4’, 44’ Araújo |

### Taça de Portugal
| Arbitro: | António Nobre (Leiria) |

|           |           |                              |
| Pachu 80’ | Marcatori | 22’ Soares 94’ André Almeida |

| Arbitro: | Manuel Oliveira (Porto) |

|                                                         |           |                 |
| Grimaldo 78’ Seferović 81’ Rafa Silva 87’ Everton 90+3’ | Marcatori | 52’ Nuno Santos |

| Arbitro: | Fábio Veríssimo (Leiria) |

|                              |           |                              |
| Evanilson 1’, 31’ Vitinha 7’ | Marcatori | 22’ Soares 94’ André Almeida |

### Taça da Liga

#### Girone 3º turno
| Arbitro: | Hugo Miguel (Lisbona) |

|                                               |           |                                            |
| André André 21’ Ó. Estupiñán 45+2’ Duarte 82’ | Marcatori | 8’ (aut.) A. Semedo 15’ Pizzi 28’ Radonjic |

| Arbitro: | Gustavo Correia (Porto) |

|                                        |           |  |
| Seferović 27’ D. Núñez 67’ (rig.), 72’ | Marcatori |  |

#### Semifinale
| Arbitro: | Fábio Veríssimo (Leiria) |

|                                       |                      |                                         |
| Everton 18’                           | Marcatori            | 53’ (rig.) Sauer                        |
| Pizzi Grimaldo Meïté Vertonghen Weigl | Tiri di rigore 3 – 2 | S. Pérez Musa De Santis Abascal Hamache |

#### Finale
| Arbitro: | Mota (Braga) |

|             |           |                           |
| Everton 23’ | Marcatori | 49’ G. Inácio 78’ Sarabia |

### UEFA Champions League

#### Turni di qualificazione
| Arbitro: | Srdjan Jovanović |

|  |           |                             |
|  | Marcatori | 51’ Rafa Silva 74’ Gilberto |

| Arbitro: | Anthony Taylor |

|                                   |           |  |
| João Mário 58’ Gigot 90+2’ (aut.) | Marcatori |  |

| Arbitro: | Felix Brych |

|                          |           |           |
| Rafa Silva 10’ Weigl 42’ | Marcatori | 51’ Gakpo |

| Amsterdam 24 agosto 2021, ore 21:00 CEST Playoff - Ritorno ← andata | PSV           | 0 – 0 (tot.: 1-2) referto | Benfica | Philips Stadion (21 855 spett.)\| Arbitro: \| Slavko Vinčić \| |
| Arbitro:                                                            | Slavko Vinčić |                           |         |                                                                |

#### Fase a gironi
| Kiev 14 settembre 2021, ore 21:00 CEST 1ª giornata | Dinamo Kiev    | 0 – 0 referto | Benfica | Stadio Olimpico (21 657 spett.)\| Arbitro: \| Anthony Taylor \| |
| Arbitro:                                           | Anthony Taylor |               |         |                                                                 |

| Arbitro: | Daniele Orsato |

|                                        |           |  |
| D. Núñez 3’, 79’ (rig.) Rafa Silva 69’ | Marcatori |  |

| Arbitro: | Ovidiu Hațegan |

|  |           |                                                     |
|  | Marcatori | 70’, 84’ L. Sané 80’ (aut.) Everton 82’ Lewandowski |

| Arbitro: | Szymon Marciniak |

|                                               |           |                         |
| Lewandowski 26’, 61’, 84’ Gnabry 32’ Sané 49’ | Marcatori | 38’ Morato 74’ D. Núñez |

| Barcellona 23 novembre 2021, ore 21:00 CET 5ª giornata | Barcellona     | 0 – 0 referto | Benfica | Camp Nou (49 572 spett.)\| Arbitro: \| Sergej Karasëv \| |
| Arbitro:                                               | Sergej Karasëv |               |         |                                                          |

| Arbitro: | Deniz Aytekin |

|                            |           |  |
| Yaremchuk 16’ Gilberto 22’ | Marcatori |  |

#### Fase ad eliminazione diretta
| Arbitro: | Slavko Vinčić |

|                                 |           |                      |
| Haller 26’ (aut.) Yaremchuk 72’ | Marcatori | 18’ Tadić 29’ Haller |

| Arbitro: | Carlos del Cerro Grande |

|  |           |              |
|  | Marcatori | 77’ D. Núñez |

| Arbitro: | Jesús Gil Manzano |

|              |           |                              |
| D. Núñez 49’ | Marcatori | 17’ Konaté 34’ Mané 87’ Díaz |

| Arbitro: | Serdar Gözübüyük |

|                             |           |                                      |
| Konaté 21’ Firmino 55’, 65’ | Marcatori | 32’ Ramos 73’ Yaremchuk 82’ D. Núñez |

## Statistiche

### Statistiche di squadra
| Competizione     | Punti | In casa | In casa | In casa | In casa | In casa | In casa | In trasferta | In trasferta | In trasferta | In trasferta | In trasferta | In trasferta | Totale | Totale | Totale | Totale | Totale | Totale | DR  |
| Competizione     | Punti | G       | V       | N       | P       | Gf      | Gs      | G            | V            | N            | P            | Gf           | Gs           | G      | V      | N      | P      | Gf     | Gs     | DR  |
| ---------------- | ----- | ------- | ------- | ------- | ------- | ------- | ------- | ------------ | ------------ | ------------ | ------------ | ------------ | ------------ | ------ | ------ | ------ | ------ | ------ | ------ | --- |
| Primeira Liga    | 74    | 17      | 10      | 3       | 4       | 36      | 16      | 17           | 13           | 2            | 2            | 42           | 14           | 34     | 23     | 5      | 6      | 78     | 30     | +48 |
| Taça de Portugal | -     | 1       | 1       | 0       | 0       | 4       | 1       | 2            | 1            | 0            | 1            | 2            | 4            | 3      | 2      | 0      | 1      | 6      | 5      | +1  |
| Taça da Liga     | 4     | 1       | 1       | 0       | 0       | 3       | 0       | 3            | 0            | 2            | 1            | 5            | 6            | 4      | 1      | 2      | 1      | 8      | 6      | +2  |
| Champions League | 8     | 7       | 4       | 1       | 2       | 12      | 10      | 7            | 2            | 4            | 1            | 8            | 8            | 14     | 6      | 5      | 3      | 20     | 18     | +2  |
|                  |       |         |         |         |         |         |         |              |              |              |              |              |              |        |        |        |        |        |        |     |
| Totale           | -     | 26      | 16      | 4       | 6       | 55      | 27      | 30           | 16           | 8            | 5            | 57           | 32           | 56     | 32     | 12     | 11     | 112    | 59     | +53 |